# Епархия святого Павла в Альберте
Епархия святого Павла в Альберте (лат. Dioecesis Calgariensis) — епархия Римско-Католической церкви с центром в городе Сен-Поль, Канада. Епархия святого Павла в Альберте входит в архиепархию Эдмонтона. Кафедральным собором епархии является Собор святого Павла. Большинство верующих епархии составляют представители коренных индейских народов Канады.

## История
17 июля 1948 года Римский папа Пий XII издал буллу Quo satis christianae, которой учредил епархию святого Павла в Альберте, выделив её из архиепархии Эдмонтона.

## Ординарии епархии
- епископ Maurice Baudoux (12.08.1948 — 4.03.1952);
- епископ Philip Lussier (16.06.1952 — 17.08.1968);
- епископ Эдуар Ганьон (19.02.1969 — 3.05.1972);
- епископ Raymond Roy (3.05.1972 — 30.06.1997);
- епископ Томас Кристофер Коллинз (30.06.1997 — 18.02.1999);
- епископ Joseph Luc André Bouchard (8.09.2001 — 2.02.2012);
- епископ Paul Terrio (18.10.2012 — по настоящее время).

## Источник
- Annuario Pontificio, Libreria Editrice Vaticana, Città del Vaticano, 2003, ISBN 88-209-7422-3
- Bolla Quo satis christianae, AAS 41 (1949), стр. 18